# Jeux delphiques modernes
 (novembre 2013).
Si vous disposez d'ouvrages ou d'articles de référence ou si vous connaissez des sites web de qualité traitant du thème abordé ici, merci de compléter l'article en donnant les références utiles à sa vérifiabilité et en les liant à la section « Notes et références ».
Les Jeux Delphiques modernes consistent en une série de présentations, des expositions, des concours et d'autres activités dans six domaines de l'art. Ils sont inspirés des Jeux delphiques de la Grèce antique.

## Les Jeux Delphiques d’une nouvelle ère
À l'origine nommés jeux pythiques, ce sont les plus importants des jeux panhelléniques après ceux d'Olympie, dans la Grèce antique.

## Un dialogue mondial des cultures
Tout comme les jeux olympiques, ils permettent d’unir les peuples entre eux à travers l’enthousiasme pour le sport ; les jeux delphiques de l'ère moderne regroupent des peuples de toutes les nations et de toutes les cultures à travers leur dévouement aux arts.
Les Jeux delphiques mettent en avant le dialogue interculturel et fournissent d’éminents représentants des arts et des cultures dans un cadre unique de compétitions, de conférences, de présentations et d'échanges d’idées. Dans l’organisation des jeux, le Conseil international delphique soutient le développement prospectif des arts et de la culture tout en préservant et en mettant en relief l’héritage culturel mondial.

## De l’ancien au monde contemporain
Durant presque 1000 ans, les Jeux delphiques furent une part intégrante de l’ancienne Grèce. Jusqu’à l’année 394 av. J.-C., ils étaient célébrés comme un des plus importants évènements de la vie culturelle et devançaient les Jeux Olympiques d'une année.
Tandis que les Jeux Olympiques étaient axés sur la compétition physique, les Jeux delphiques étaient consacrés à la compétition artistique. Les conflits armés cessaient pendant la période des jeux. 
Une centaine d’années après la relance des Jeux Olympiques de l’ère moderne, l’assemblée du Conseil International Delphique fut fondée à Berlin en 1994, par des représentants de 20 pays qui avaient répondu à l’invitation de J. Christian B. Kirsch. Ainsi naquit le Mouvement International Delphique.

## Conseil International Delphique (CID)
Une organisation naissante pour la culture dans le monde entier 
Les membres du CID comprennent les Conseils Delphiques des régions et des pays ; de proéminents représentants d’arts, de cultures, d’éducation, et d’industrie ; et des associations et institutions qui reconnaissent le pouvoir et la valeur précieuse du partage interculturel. A l’honneur de la tradition grecque ancienne, le principal organe du CID, c'est-à-dire le Conseil exécutif, appelé Amphictyony et comprend 12 membres élus.
Avec cet objectif de promouvoir la compréhension entre les peuples et cultures du monde entier, la plus importante tâche du CID est de renforcer le mouvement delphique, organiser régulièrement des Jeux Delphiques partout dans le monde et des Jeux Junior Delphiques et présenter les Delphiades.
Les ambassadeurs delphiques, dont des icônes internationales comme Nelson Mandela, soutiennent le travail du CID.

## Évolution des Jeux delphiques
Régionale, continentale et un développement global.
Les Jeux delphiques ne sont pas une simple copie d’une ancienne idée grecque. Les Jeux permettent d’ancrer une chaine locale, régionale et des événements mondiaux qui encouragent l’éducation, le partage de la découverte et l’engagement dans les arts et la culture. Les Jeux s’efforcent d’atteindre au mieux le Delphique idéal, à travers l’amitié, la fraternité et la paisible coexistence des nations.
Pour plus d’informations, un lien est disponible sur [www.delphic-games.com et www.facebook.com/Delphic.org]
La fondation Internationale Delphique fournit un soutien financier pour les Jeux Delphics et pour le Conseil International Delphique (CID). La fondation apporte également son soutien pour les initiatives des arts et de la culture plus loin que l’idéal delphique :
- Jeux Internationaux Delphiques : tous les 4 ans depuis 2000.
- Jeux Internationaux Junior Delphiques : tous les 4 ans depuis 1997.
- Delphiades : niveau régional, continental, pays ; événements programmés pour commencer en 2016.
- Récompense Film Art Delphique (RFAD) : compétitions de court films depuis 2001.

## Bénéfices pour les participants
- Les artistes participent à un forum national et international.
- Les spectateurs profitent d’une série d’événements qui offrent l’engagement et l’apprentissage.
- Les régions, les pays et villes ont l’opportunité d’approfondir leur participation dans les arts et la culture tandis qu’ils mettent en avant leur conversation sociale et politique et une image de marque.
- Le pays (ou l’hôte) voit sa popularité augmenter, du fait de son exposition au monde, ce qui profite directement à l’économie du pays avec un public présent sur place et des spectacles dans le monde médiatique, représentant un engagement et une réussite dans les arts et la culture.

## Les Jeux delphiques de l’ère moderne

### Jeux delphiques Junior
- 1997, avril. Ier Jeux delphiques Junior. Tbilisi / Géorgie : "A day to dream" (Un jour pour rêver).
- 2003, août. IIe Jeux delphiques Junior. Dusseldorf / Allemagne : "Creativity and Peace" (Créativité et paix).
- 2007, novembre. IIIe Jeux delphiques Junior. Baguio City / Philippines : "Building Bridges with Arts and Cultures for our Children’s Future" (Construction de ponts avec les arts et la culture pour nos enfants du futur).
- 2011, novembre. IV delphiques Junior. Johannesburg / Afrique du Sud : "Provoke, Innovate, Inspire" (Provoque, Innove et Inspire).
- 2014, mai. IV delphiques Junior. Moscou / Russie

### Jeux delphiques
- 2000, décembre. Ier Jeux delphiques. Moscou / Russie :  "A new Millenium" (Un nouveau millénaire).
- 2005, septembre. IIe Jeux delphiques. Kuching / Malaisie : "Revitalizing Endangered Traditions" (Redonner une force aux traditions menacées).
- 2009, septembre. IIIe Jeux delphiques. Jeju / Corée du Sud.